# E.G. Records
E.G. Records je britské hudební vydavatelství, které v roce 1969 založili David Enthoven a John Gaydon. Během osmdesátých let zde vydala skupina King Crimson tři studiová alba; Discipline (1981), Beat (1982) a Three of a Perfect Pair (1984). Mezi další hudebníky, kteří vydávali své nahrávky na značce E.G., patří například Brian Eno nebo skupiny UK a Roxy Music.